# 大山高男
大山 高男（おおやま たかお、1944年2月22日 - 2019年1月5日）は、日本の声優、俳優。北海道出身。

## 来歴
北海道士別東高等学校卒業。劇団東京新芸、ぐるーぷえいと、新企画、ぷろだくしょんバオバブを経て、ビジュアルスペースに所属していた。元劇団がらくた工房付属養成所所長。旧バオバブ学園（ぷろだくしょんバオバブ附属の養成所）現ビジュアルスペース俳優養成所所長。劇団ふくわらい座長。
2019年1月5日に急性心筋梗塞のため死去。74歳没。

## 人物
声種はバリトン。
方言は北海道弁。
特技は日本舞踊であり、花柳流の名取である。その他の趣味・特技はスキー。

## 出演作品

### テレビドラマ
- 天と地と（1969年、NHK大河ドラマ）
- だいこんの花（NET）
- 霧の旗（1972年、NHK銀河ドラマ） - レストランボーイ
- 変身忍者 嵐 第8話「怪人! 狂い毒蛾!!」（1972年、NET）
- 仮面ライダー 第70話「怪人エレキボタル 火の玉攻撃!!」（1972年、NET） - 水泳コーチ
- 少年ドラマシリーズ / ユタとふしぎな仲間たち（1974年、NHK）
- 特別機動捜査隊（NET / 東映）
  - 第606話「愛と憎しみの湖」（1973年） - ホストB
  - 第648話「白い死の手錠」（1974年） - 男
- 雲のじゅうたん（1976年、NHK連続テレビ小説）

### テレビアニメ
1975年
- タイムボカン（隊長）

1976年
- ドカベン（猿谷）
- ブロッカー軍団IVマシーンブラスター（インディオ、ハンター、主任、運転手、検査員、運転手A、パイロットA、守衛、係員、兵士 他）

1979年
- ザ☆ウルトラマン（漁師C、村人）
- 新・巨人の星II

1980年
- がんばれゴンベ（先生）

1981年
- おはよう!スパンク
- 怪物くん
- 太陽の牙ダグラム（隊長）
- 太陽の使者 鉄人28号
- ドラえもん（テレビ朝日版第1期）（ライオン 他）
- ハロー!サンディベル
- 六神合体ゴッドマーズ（1981年 - 1982年、船長、ドクター 他）

1982年
- 科学救助隊テクノボイジャー（係官B、指令センターの声、科学者）
- 手塚治虫のドン・ドラキュラ（イゴール）
- スペースコブラ（1982年 - 1983年）
- 野生のさけび

1983年
- キャッツ♥アイ
- 銀河漂流バイファム（父、民間人A、兵士A）
- ピュア島の仲間たち
- 超時空世紀オーガス（リーグ）

1984年
- ガラスの仮面（長谷川）
- 銀河パトロールPJ（マードック）
- ゴッドマジンガー（ヨミト）
- 巨神ゴーグ
- 小さな恋のものがたり チッチとサリー初恋の四季（数学の先生）
- 超攻速ガルビオン（トーマス・ギルテン）
- 超力ロボ ガラット（1984年 - 1985年、ユーアサ）
- 牧場の少女カトリ（アルノ）
- 名探偵ホームズ（客）
- ルパン三世 PARTIII（1984年 - 1985年）

1985年
- 蒼き流星SPTレイズナー（スレンフスキー）
- オバケのQ太郎（パパ）
- 小公女セーラ（ブラウン）
- 夢の星のボタンノーズ（マスター）

1987年
- ウルトラB（1987年 - 1988年、運転手、調教師、主人）

1988年
- がんばれ!盲導犬サーブ（お父さん）

1990年
- アイドル天使ようこそようこ（大家間）
- カラス天狗カブト（山本勘助）
- コボちゃんスペシャル 秋がいっぱい!!（泥棒）

1991年
- 緊急発進セイバーキッズ（市長）
- コボちゃんスペシャル 夢いっぱい!!（老人）
- トラップ一家物語（フランツ）
- 横山光輝 三国志（華雄）

1992年
- 風の中の少女 金髪のジェニー（ジャクソン）
- コボちゃん（大芝、平野課長、警官、亀山〈代役〉、車掌）
- 笑ゥせぇるすまん（宇佐木生士）

1993年
- 若草物語ナンとジョー先生（馭者）
- ムカムカパラダイス（大湖、山猫）

1994年
- きょうふのキョーちゃん（ダウンタウンのごっつええ感じより）（万昌夫、野坂昭如）
- コボちゃんスペシャル 祭りがいっぱい!（大芝）
- とんでぶーりん（トンラリアーノ2世）
- 覇王大系リューナイト（1994年 - 1995年、ホワイトドラゴン）

1995年
- 新世紀エヴァンゲリオン（ゼーレ12、アナウンス、情報参謀）

1996年
- モジャ公（モモンジャ公爵）
- 超者ライディーン（ブラビ）

1997年
- HAUNTEDじゃんくしょん（バイヤー）

1998年
- コボちゃんスペシャル 約束のマジックディ（大芝）

1999年
- 名探偵コナン（1999年 - 2001年、森園幹雄、吉川竹造、江守敏嗣）

2000年
- ポケットモンスター（シロウの父）

### 劇場アニメ
- 伝説巨神イデオン 接触篇 THE IDEON; A CONTACT（1982年、兵士）
- 六神合体ゴッドマーズ（1982年）
- 冒険者たち ガンバと7匹のなかま（1984年）
- 幕末のスパシーボ（1997年、上田寅吉）
- フランダースの犬（1997年、審査員A）
- 機動戦士ガンダムIII めぐりあい宇宙編 特別版（2000年、ティアンム）
- 名探偵コナン 瞳の中の暗殺者（2000年、友成警部）

### OVA
- アップルシード（1988年、SWAT隊員X）
- いしいひさいちの大政界（1991年、安藤貧太郎）
- 銀河英雄伝説（1991年、パトリッケン）
- アル・カラルの遺産（1993年、リーガ）
- 砂の薔薇 雪の黙示録（1993年、英国首相）

### ゲーム
- 王国のグランシェフ（1996年）
- グローランサーII（2001年、ローガン）
- Braveknight 〜リーヴェラント英雄伝〜（2003年、フェルデ＝グロフェル、フォレン＝アーフォルグ、マシュー＝モートン、ユーギス＝ラズヴェル）
- 機動戦士ガンダム0079カードビルダー（2004年、ティアンム）
- 家族計画 〜心の絆〜（2005年、老人）
- 機動戦士ガンダム 一年戦争（2005年、ティアンム、ダルシア・バハロ）
- SDガンダム GGENERATION（2007年 - 2016年、ティアンム、アルバート・エルゼナー） - 2作品[一覧 1]
- SIREN:New Translation（2008年、嶋田習次）

### ドラマCD
- 王都妖奇譚（左大臣）
- おたわむれをプリンス?!（ファイサル殿下）
- 季節を抱きしめて ドラマCD 第1巻
- グローランサーII ドラマCD（ローガン）
- JaJa馬! カルテット（チュウカ、木目皇帝）
- とんでぶーりん ブーリンゴ・ミックスジュース（トンラリアーノ二世）
- 覇王大系リューナイト CDシネマ2「カイオリスへの旅立ち」第2章 - 第4章（ホワイトドラゴン）
- もう一度ONLY YOU（田島課長）
- 雪割りの花（大垣隣組組長）

### 吹き替え

#### 映画
- アパッチ砦・ブロンクス
- アビス（ジャマー・ウイリス〈ジョン・ベッドフォード・ロイド〉）※ソフト版
- アンダー・ファイア
- アンダーワールド（トッド・ストリーブ）
- アンタッチャブル ※フジテレビ版
- E.T. ※VHS・BD版
- イナフ（フィル〈クリストファー・マー〉）※ソフト版
- ウェドロック ※VHS版
- ウォール街 ※フジテレビ版
- うっかり博士の大発明 フラバァ（陸軍長官）
- L.A.コンフィデンシャル（リーランド・“バズ”・ミークス）※フジテレビ版
- オーバー・ザ・トップ（ハリー・ボスコ）※フジテレビ版
- 追いつめられて（ケヴィン・オブライエン〈レオン・ラッサム〉）※テレビ朝日版
- おじさんに気をつけろ!（ピエロのプーター〈マイク・スター〉）※ソフト版
- お葬式だよ全員集合!（カーマイン・サイラクーザ〈ルイス・マスティーロ〉）
- オン・ザ・ラン/非情の罠（ミンの兄、クエイ）
- カイロの紫のバラ（映画館の館主〈アーヴィング・メッツマン〉）
- カジュアリティーズ（MP）※フジテレビ版
- かちこみ!ドラゴン・タイガー・ゲート（マー・カン〈チェン・カンタイ〉）
- 喝采の陰で（モリス・ファインスタイン〈ボブ・ディッシー〉）
- カンフーキッド/大暴れ!!悪ガキ6人衆（ボス）※日本テレビ版
- キング・オブ・デストロイヤー/コナンPART2（マラク〈トレイシー・ウォルター〉）※TBS版
- キングコング ※日本テレビ版
- キンダガートン・コップ（ザックの父親）※ソフト版
- クイック・チェンジ（バス運転手〈フィリップ・ボスコ〉）
- クラッシュ・ダイブ（リヒター〈ライナー・ショーン〉）※ソフト版
- 刑事ニコ/法の死角（ジェナーロ神父〈ジョー・グレコ〉）※TBS版
- ゴールデン・チャイルド（ハーブショップの店員）※テレビ朝日版
- ゴッドファーザー PART III（カロ）※ソフト版
- コナン・ザ・グレート ※テレビ朝日版
- 五福星（配達員〈ウー・マ〉）
- コブラ（警備員、スーパーマーケットの店員）※TBS版
- コラテラル・ダメージ ※フジテレビ版
- ゴリラの復讐（ショネシー〈リー・マーヴィン〉）※テレビ版2
- 殺したい女（リック・ディレイズ）
- 13ウォーリアーズ
- ザ・サバイバル（ベロー〈リュック・モリセット〉）
- ザ・チェイス（ダルトン・ヴォス〈レイ・ワイズ〉）※VHS版
- 殺人のはらわた（ジョージFBI捜査官〈ロビン・クラーク〉）
- ザ・ファントム/地獄のヒーロー4（デブニー〈トニー・ディベンデット〉）
- サンダー/怒りの復讐
- JM（ヨマンマ〈ファルコナー・エイブラハム〉）
- ジェリコ・マイル/獄中のランナー（ジミー＝ジャック）
- 地獄の戦線
- シャーロック・ホームズの素敵な挑戦
- 十福星（本部長〈ウォン・チン〉）
- 正午から3時まで（エイプ〈スタン・ヘイズ〉）
- 勝利への脱出
- 少林寺木人拳（弟子〈ルー・ピン〉）※TBS版
- ジョニー・ハンサム（ボブ）
- スター・ウォーズ エピソード4/新たなる希望（ガーヴェン・ドレイス〈ドリュー・ヘンレイ〉）※ソフト版
- スター・ウォーズ エピソード5/帝国の逆襲（ゼヴ・セネスカ〈クリストファー・マルコム〉）※ソフト版
- スタートレックVI 未知の世界（カートライト提督〈ブロック・ピーターズ〉）※旧ソフト版
- ステラ（ジョージ）※ソフト版
- ストーン・コールド（タウンゼント判事）
- スパイダーズ（グレイ）※ソフト版
- スピル 最終汚染（ジョン・ローレンス・ホイーラー〈スティーブン・マークル〉）
- スリー・キングス ※フジテレビ版
- スリー・リバーズ（ペンダーマン）※テレビ朝日版
- ターナー&フーチ/すてきな相棒（ジェフ・フォスター、工場長〈ジム・ビーヴァー〉）※機内上映版
- 大西部無頼列伝（メダック少佐）※テレビ東京版
- 脱走山脈（ジョセフ）※TBS版
- タッチダウン（パターソン〈ロジャー・E・モーズリー〉）
- 007/ダイヤモンドは永遠に（ディーラー）※TBS旧録版
- 007/消されたライセンス（ヘラー〈ドン・ストラウド〉）※JAL機内上映版
- 地底王国（カメラマン）
- テキサスSWAT
- デルタフォース3（セルゲイ〈ジョン・ライアン〉）※テレビ東京版
- テレフォン（ハリー・バスコム〈ジョン・ミッチャム〉）
- 飛べ!フェニックス（ビル〈ウィリアム・アルドリッチ〉）※フジテレビ版
- ドラゴン怒りの鉄拳（フェン）※TBS版
- ドラゴン・イン/新龍門客棧（盗賊）
- ドリーム・チーム（オマリー〈フィリップ・ボスコ〉）
- ナショナル・ランプーン/クリスマス・バケーション（クラーク・グリスウォルド・シニア〈ジョン・ランドルフ〉）
- ナッシング・トゥ・ルーズ（アール保安官）
- ネバー・セイ・ダイ（ベンザイオン司令官〈マーティン・シーゲル〉）
- ハード・ウェイ（フランク）※フジテレビ版
- 背信の日々（ディーン）
- ハイランダー 悪魔の戦士（アンガス・マクロード〈ジェームズ・コスモ〉）
- ハウリングIII（シャープ教授〈ラルフ・コトリール〉）
- バックドラフト（ペンジェリー）※ソフト版
- バックマン家の人々（学長）※VHS版
- バトルランナー（ファイヤーボール〈ジム・ブラウン〉）※フジテレビ版
- パラダイス・アーミー
- バロン（デスモンド/バートホールド〈エリック・アイドル〉）※機内上映版
- ハワード・ザ・ダック/暗黒魔王の陰謀 ※フジテレビ版
- ハンター（ワーブロー巡査部長）※テレビ朝日版
- ビッグ（重役(1)）※ソフト版
- ビバリーヒルズ・ニンジャ（センセイ〈スーン＝テック・オー〉）
- 氷点下22℃ 救助隊、応答せよ（トニー・コブデン）
- ビリー・ホリデイ物語/奇妙な果実（ジミー）
- ビルとテッドの地獄旅行（天国の番人〈タジ・マハール〉）※ソフト版
- ファイナル・ファイター/鉄拳英雄（チョウ〈チャオ・アルカン〉）
- ファストフード・ファストウーマン（シーモア〈ヴィクター・アルゴ〉）
- ブラック・ドッグ（カトラー〈グレアム・ベケット〉）※ソフト版
- プラトーン（ウォーレン〈トニー・トッド〉）※テレビ朝日版
- フリーキー・フライデー（カーペット業者）
- プレシディオの男たち（バーの荒くれ者）※ソフト版
- プロジェクト・イーグル
- ベティ・ルーは犯罪者?（デル）
- ボーン・コレクター（カール・ハンソン）※ソフト版
- 星の王子 ニューヨークへ行く（モーティマー・デューク〈ドン・アメチー〉）※ソフト版
- ホッファ（テッド・ハーモン〈ポール・ギルフォイル〉）
- 炎の少女チャーリー（ピンショー博士〈モーゼス・ガン〉）
- ホンコン・フライド・ムービー（チム〈ロー・ウェル・ロー〉）
- マッカーサー ※TBS版
- 真夜中の記憶（イヴ・ルナール〈ヴィンセント・グラス〉）
- マンハッタン無宿（タクシー運転手）※日本テレビ版
- 見ざる聞かざる目撃者（ガトリン）
- ミスターフロスト（フィル）
- ミッドウェイ（米軍通信兵 他）※テレビ朝日版
- 無防備都市 ※テレビ朝日版
- モリー先生との火曜日
- 野獣戦争（チャイ〈アキリ・ジョーンズ〉）※日本テレビ版
- 野獣捜査線
- 闇の標的（クレッシー神父）
- ヤングガン（ダドリー大佐〈ゲイリー・カニン〉）
- 幽幻道士3（パオ）
- 幽幻道士4（ジョー隊長）
- ユニバーサル・ソルジャーII（メンター〈バート・レイノルズ〉）
- ユニバーサル・ソルジャーIII（CIA副長官メンター/GR88〈バート・レイノルズ〉）
- 48時間 ※日本テレビ新録版
- ラビリンス/魔王の迷宮（左のドアノブ）※フジテレビ版
- ラブ・バッグ/モンテカルロ大爆走（ショールームのMC）
- ランボー/怒りの脱出 ※フジテレビ版
- リコシェ/炎の銃弾（スタイルズ牧師〈ジョン・エイモス〉）※日本テレビ版
- リトルキョンシー 幽霊童子（サンハ）
- 霊幻道士（夜回り〈ラウ・チャウサン〉）
- レッドブル（モーテルのオーナー）※テレビ朝日版
- レディホーク
- レンタ・コップ（レマー〈バーニー・ケイシー〉）
- RONIN（ミキー〈フェオドール・アトキン〉）※ソフト版
- ロッキー2（ルー・フィリッポ）
- ロッキー3（ルー・フィリッポ）※TBS版
- ロッキー4/炎の友情（リングアナウンサー）※TBS版
- ロボコップ2（デラニー弁護士、ダフィを切り付ける医者）※20世紀フォックス版
- ロボコップ3（カネミツ〈マコ岩松〉）※テレビ東京版

#### ドラマ
- 悪魔の異形 #13（プリチャード）
- アボンリーへの道（ダンカン〈フィリップ・ウィリアム〉）
- 裏切り（フィリップ・エバンズ〈ギャレット・M・ブラウン〉）
- ウルトラマンパワード（刑事、ウィテカー博士〈ジェイソン・トッド・マジック〉）
- X-ファイル ※ソフト版
- 宮廷女官チャングムの誓い
- 恐竜家族
- 刑事ナッシュ・ブリッジス（ローランド・マーゴリス〈ジョン・ポリト〉）
- コールドケース 迷宮事件簿（ロリンズ〈壮年時〉）
- こちらブルームーン探偵社 シーズン4 #6（グローガン）
- 三国志（張昭）
- ジェシカおばさんの事件簿
  - 天罰は雷雨の夜に（ヘイス〈エフレイン・フィゲロア〉）
  - 停電は殺しのチャンス（アール〈マイケル・コール〉）
- シャーロック・ホームズの冒険
  - マスグレーブ家の儀式書（トレガリス）
  - ソア橋のなぞ（コヴェントリー巡査部長）
- 私立探偵マグナム
  - シーズン1 #1（検視官〈クライド・クサツ〉）、#4（誘拐犯）
  - シーズン2 #9（カホロ）
- 新・刑事コロンボシリーズ
  - 汚れた超能力（ルーソ）
  - だまされたコロンボ（ジョージ刑事局長、レポーター）
  - 完全犯罪の誤算（ジョージ・クレイマー刑事〈2代目〉〈ブルース・カービー〉）
- スタートレック:ディープ・スペース・ナイン（マートク将軍〈J・G・ハーツラー〉、レイトン提督、オメティクラン、サンダース）
- 第一容疑者7 裁かれるべき者（ノーマン弁護士）
- 探偵レミントン・スティール（ダン・コワルスキー〈ザンダー・バークレー〉）
- チェオクの剣（イ・ハクチュル）
- 地上最強の美女バイオニック・ジェミー
- チャームド 〜魔女3姉妹〜（アンダーソン〈ドン・ブロナー〉）
- 超音速攻撃ヘリ エアーウルフ シーズン2 #1（バック）
- ツイン・ピークス
  - シーズン1 #1（ジョージ・ウルチェック校長〈トロイ・エヴァンス〉）、#4（ジャック・ルノー）、#7（ウォルター・ネフ）
  - シーズン2（タジムラ〈パイパー・ローリー〉）
- 特捜刑事マイアミ・バイス
  - シーズン1 #7（ラモン）、#19（ニッキー）、#20（リッキー〈ジャンカルロ・エスポジート〉）
  - シーズン3 #4（ラルフ・ピンク、サムソン）
  - シーズン4 #1（ジミー・デパルマ、ショウクロス）
- 特攻野郎Aチーム
  - シーズン1 #3（トラスク）、#11（ギリス保安官）
  - シーズン4 #3（アルバレス〈イスマエル・カルロ〉）
  - シーズン5 #5（ファン・アルバレス〈ジーノ・シルヴァ〉）
- ナイトライダー パイロット版（警官〈デニス・フィンプル〉）
- ナルニア国物語（ニカブリク）
- NY市警緊急出動部隊 トゥルー・ブルー パイロット版（ハキム・フザン〈エリック・アヴァリ〉）
- バビロン5（ダンカン〈オーブリー・モリス〉）
- 犯罪捜査官ネイビーファイル（ダレン・オークリー、ラリー・バトラー将軍、クライチャック曹長）
- 美女と野獣（ヴィック〈ロバート・パストレリ〉）
- ヒルストリート・ブルース（ラモニカ）
  - シーズン1 #14（ジョン・ハーレイ）
- フェーム/青春の旅立ち シーズン1 #8（デリンジャー刑事）
- ブルー・サンダー（ハリス・ルービン博士）
- 冒険野郎マクガイバー
  - シーズン1 #15（フリッツ）、#21（事務長）
  - シーズン2 #1（ジョンソン）、#2（ジェイク）、#5（ジェンキンス）、#14（カール〈J・E・フリーマン〉）、#17（ジェイ・マイクルズ）
- 炎のテキサス・レンジャー（レイ/レイモンド・ファイヤーウォーカー）
- ミス・マープル カリブ海の秘密（リディアット医師）
- 名探偵ダウリング神父 シーズン1 #1（アーサー）
- ヤングライダーズ（ファーンズワース、銀行家、ギャンブラー2、ウェスリー 他）
- 霊怪道士（警察署長）
- ロサンゼルス大地震（スポルディング〈ジョー・スパーノ〉）
- ロズウェル - 星の恋人たち（フィリップ・エバンズ〈ギャレット・M・ブラウン〉）
- ロンサム・ダブ（ディッシュ・ボジェット〈D・B・スウィーニー〉）

#### アニメ
- おくびょうなカーレッジくん（ジャン・ボー）
- タンタンの冒険 オトカル王の杖
- タンタンの冒険 紅海のサメ
- チップとデールの大作戦（バーナクル・ビル）※新吹き替え版
- バットマン

### CM
- パナソニック「VIERA」（ナレーション、2004年）

### ボイスオーバー
- NHKスペシャル 「失われた文明 チベット 時の終焉」（NHK総合） - ダライ・ラマ14世

### 舞台
- 黄門様のお通りじゃ〜!!
- 人情喜劇 江戸の華
- 人情喜劇 狐の嫁入り
- 母の干し柿

### シリーズ一覧
1. ↑  『SPIRITS』（2007年）、『GENESIS』（2016年）